# Hovs distrikt, Östergötland
Hovs distrikt är ett distrikt i Vadstena kommun och Östergötlands län. 
Distriktet ligger söder om Vadstena. 

## Tidigare administrativ tillhörighet
Distriktet inrättades 2016 och utgörs av socknen Hov i Vadstena kommun.
Området motsvarar den omfattning Hovs församling hade vid årsskiftet 1999/2000.